# Linfonodi sovraclaveari
I linfonodi sovraclaveari sono un gruppo di linfonodi della testa e del collo, ubicati superiormente alla clavicola e palpabili a livello della fossa sopraclavicolare. I linfonodi sopraclavicolari localizzati nel metamero sinistro del corpo umano comprendono i linfonodi di Virchow.

## Linfonodo di Virchow
Il linfonodo di Virchow prese questo eponimo da Rudolf Virchow (1821–1902), il celeberrimo patologo tedesco, che li descrisse per primo e li associò, nel 1848, al carcinoma gastrico. Il patologo francese Charles Emile Troiser notò, nel 1889, che altri tumori ad origine primaria addominale si diffondevano attraverso questi linfonodi. Questo tipo di diffusione è difatti denominato "segno di Troisier", ed è caratterizzato dall'ingrossamento e indurimento del linfonodo di Virchow.
Un linfonodo di Virchow altro non è che un linfonodo sopraclavicolare localizzato a livello della fossa sopraclavicolare sinistra. Essi accolgono lo sbocco di vasi linfatici provenienti dalla cavità addominale, e pertanto sono considerati linfonodi sentinella in particolari tipologie di cancro: 
- tumore dello stomaco;
- cancro dell'ovaio;
- tumore del testicolo;
- carcinoma a cellule renali (le cui cellule metastatizzanti raggiungono altri distretti anatomici attraverso il sistema linfatico).

### Significato in clinica

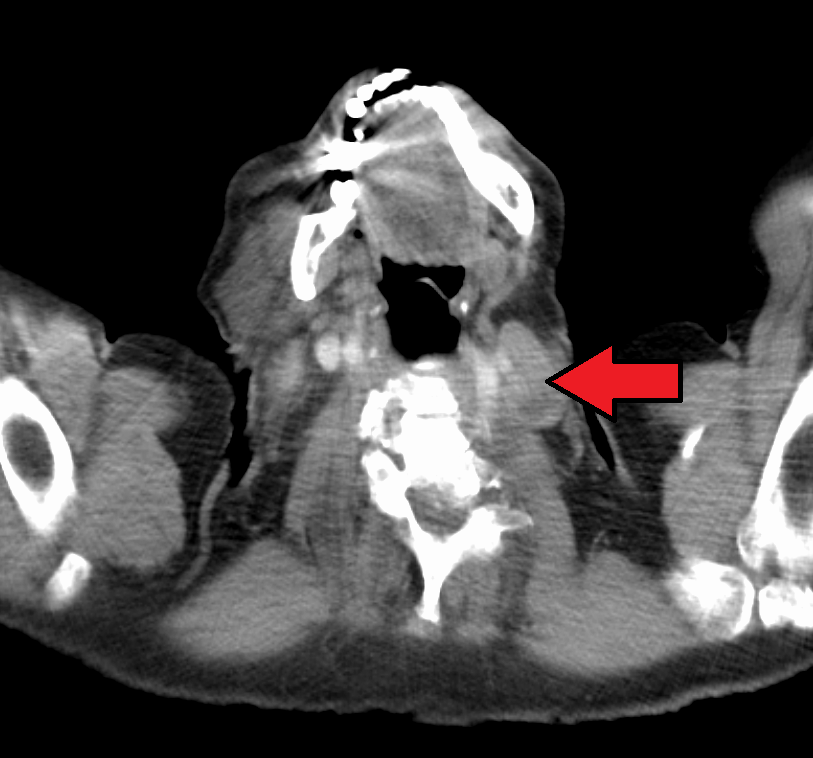
CT. Con la freccia rossa è evidenziato un linfonodo di Virchow ingrossato

I tumori maligni a carico di organi pieni possono raggiungere una stadiazione molto avanzata, prima di provocare una sintomatologia. Il carcinoma gastrico, ad esempio, può rimanere asintomatico addirittura durante la fase di metastatizzazione. Uno dei primi "spot" visibili, che è segno di metastatizzazione è proprio il linfonodo di Virchow.
Il linfonodo di Virchow classico, infatti, riceve i vasi linfatici che diramano dal dotto toracico; e inoltre, da esso originano efferenze dirette alla circolazione venosa, per mezzo della vena succlavia sinistra.
Le metastasi possono bloccare il dotto toracico, portando ad esempio a reflusso della linfa addominale verso i linfonodi di Virchow circostanti.
Altri linfonodi sopraclavicolari comprendono un linfonodo terminale ubicato al termine del dotto toracico: anche in questo caso un suo ingrossamento può ostruire il flusso di linfa nel dotto.
La diagnosi differenziale in presenza di un linfonodo di Virchow ingrossato include: 
- linfoma;
- diversi tumori intra-addominali;
- tumore della mammella;
- infezioni (es. del braccio).

## Linfonodi sovraclaveari destri
Analogamente a quelli sinistri, i linfonodi sovraclaveari destri sono localizzati nella fossa sovraclaveare. Anche in questo caso, un loro ingrossamento può essere causato da tumori maligni, stavolta ad origine primaria toracica. Si ricordano:
- carcinoma esofageo (dell'esofago toracico);
- linfoma di Hodgkin.

## Galleria d'immagini

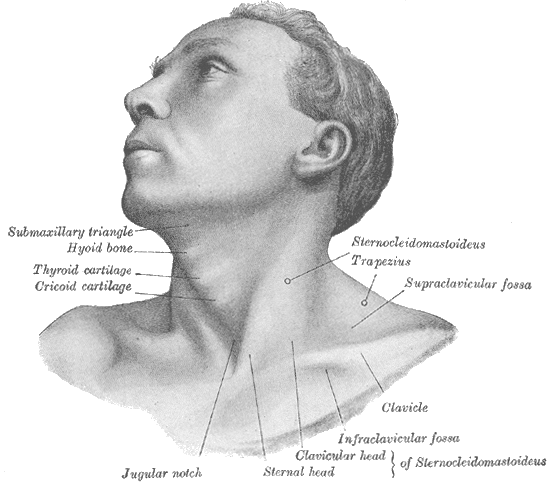
Vista anterolaterale del collo
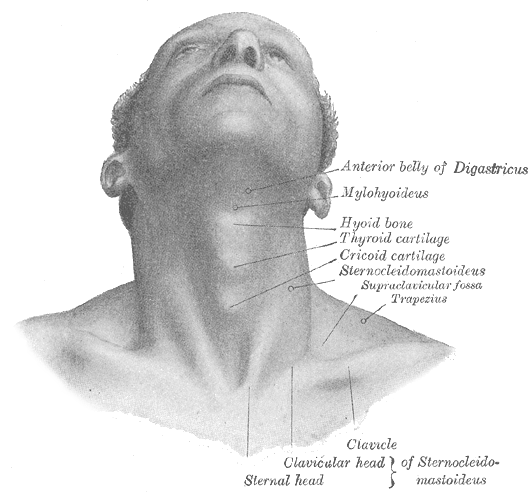
Vista frontale del collo.
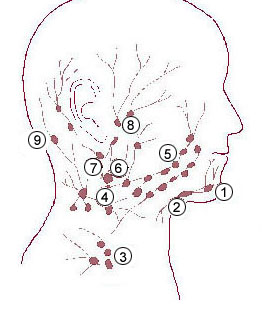
Linfonodi della testa e del collo
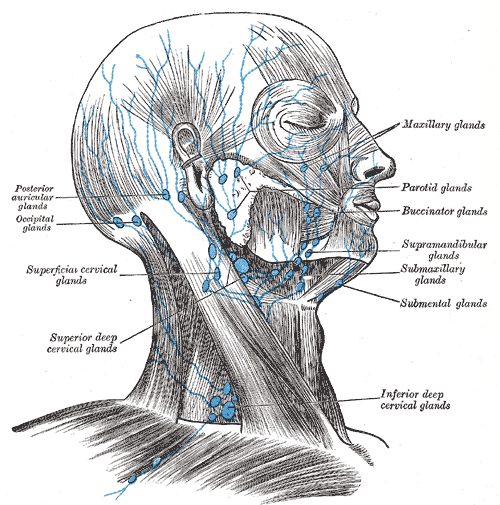
Linfoghiandole superficiali e vasi linfatici della testa e del collo.